# Carl Heidenreich
Carl Heidenreich (* 4. Oktober 1901 in Bad Berneck im Fichtelgebirge; † 6. September 1964 in Frankfurt am Main) war ein deutsch-amerikanischer Maler.

## Leben

### Spartakusbund und KPD-O
Heidenreich stammte aus einer Bauern- und Handwerkerfamilie. Gegen den Willen seiner Eltern ging er nach dem Besuch der Volksschule mit 15 Jahren nach München. Gegen Ende des Ersten Weltkrieges wurde er Mitglied des Spartakusbundes und im Arbeiter- und Soldatenrat in München. Nach dem Ende der Münchner Räterepublik wurde er verhaftet, konnte aber fliehen. Ab ca. 1919 besuchte er zwei Jahre die Staatliche Kunstgewerbeschule, wo er wahrscheinlich Schüler von Johan Thorn-Prikker und Fritz Helmuth Ehmcke war; anschließend studierte er Malerei in der privaten Kunstschule von Hans Hofmann. Um 1922 ging Heidenreich nach Berlin, wo er der KPD beitrat. Dort arbeitete er als freier Künstler und Bühnenmaler. Seine erste Ausstellung hatte er 1927 in Hamburg, danach folgten Ausstellungen in Berlin (Sezession und Akademie der Künste). Anfang 1929 trat er der KPD-O bei.

### Verfolgung, Spanischer Bürgerkrieg
Eine zum März 1933 geplante Ausstellung in Berlin konnte nicht mehr stattfinden, da Heidenreich von den Nazis unter die „entarteten“ Künstler eingereiht wurde. Er wurde von der SS verschleppt, nach Moabit eingeliefert und dort gefoltert. Nach seiner Freilassung 1934 entschloss sich Heidenreich zur Emigration nach Frankreich, um als Künstler wirken zu können. Eine Anzahl von ca. 300 Bildern musste er in Deutschland zurücklassen; diese gingen verloren, wahrscheinlich wurden sie gegen Ende des Krieges ein Raub der Flammen. 1934–35 hielt er sich illegal in Barcelona auf, wurde dort verhaftet und ausgewiesen. Heidenreich ging nach Paris, wo bereits Heinrich Blücher lebte, mit dem er seit den 20er Jahren eng befreundet war; über Blücher lernte er Hannah Arendt und den Dichter Chanan Klenbort kennen.
Nach Ausbruch des Spanischen Bürgerkrieges ging er als Milizionär an die Front. Er schloss sich den Internationalen Brigaden des POUM an und ging im Dezember 1936 mit dem Rovira-Stoßbataillon an die Aragon-Front bei Huesca gegen Franco. Vom Geheimdienst der KP wurde er – wie zahlreiche andere KPD-O-Mitkämpfer im Mai 1937 – verhaftet und in Barcelona im Modelo-Gefängnis gefangengesetzt. Nach dem Ende der Republik setzte sich Heidenreich nach Frankreich ab und lebte bis zum Ausbruch des Krieges in Paris. Nachdem er mehrere Monate im Lager Cepoy (Loiret) verbracht hatte, gelang ihm 1941 die Flucht über Marseille, Casablanca und Martinique in die USA.

### Maler in USA, Rückkehr
Carl Heidenreich nahm 1949 die amerikanische Staatsbürgerschaft an. Im selben Jahr präsentierte er seine erste größere Ausstellung in New York. Er war befreundet mit den Malern Carl Holty, Romare Bearden und Mark Tobey und galt als ausgezeichneter Aquarellmaler. 1964 wurden seine Bilder erstmals nach 30 Jahren wieder in Deutschland bei Ausstellungen in Frankfurt/Main und Berlin gezeigt. Schon schwerkrank, kehrte er 1964 nach Deutschland zurück und starb am 6. September 1964 in Frankfurt am Main.
Er hinterließ ein qualitativ und quantitativ eindrucksvolles malerisches Werk. Vor allem das vielfältige Œuvre seiner späten Jahre mit seiner Verwurzelung im deutschen Expressionismus und in der sichtbaren Wirklichkeit stellt einen bedeutenden, individuellen Beitrag zum Abstrakten Expressionismus dar.